# Pseudocalamobius talianus
Pseudocalamobius talianus är en skalbaggsart som beskrevs av Maurice Pic 1916. Pseudocalamobius talianus ingår i släktet Pseudocalamobius och familjen långhorningar. Inga underarter finns listade i Catalogue of Life.